# Helena Malotová
Helena Malotová, rozená Jošková (8. ledna 1939, Dubňany – 19. prosince 2018) byla československá hráčka basketbalu (vysoká 189 cm). V roce 2007 byla uvedena do Síně slávy České basketbalové federace.

## Sportovní kariéra
Byla oporou basketbalového reprezentačního družstva Československa, za které odehrála v letech 1959 až 1974 celkem 270 utkání a má významný podíl na dosažených sportovních výsledcích. Zúčastnila se třikrát mistrovství světa a sedmkrát Mistrovství Evropy v basketbale žen, na nichž získala celkem osm medailí, z toho čtyři stříbrné za druhá místa (MS 1964, 1971 a ME 1962, 1966) a čtyři bronzové medaile za třetí místa (MS 1967 a ME 1960, 1964, 1972). Čtyřikrát (MS 1964, ME 1962, 1966, 1970) byla na šampionátu nejlepší střelkyní reprezentačního týmu Československa.
V československé basketbalové lize žen hrála celkem 15 sezón (1959 až 1974), z toho jedenáct sezon za Jiskru Kyjov, jednu sezónu za KPS Brno a tři za NH Ostrava, v nichž s týmem KPS Brno získala v ligové soutěži za umístění na 3. místě jednu bronzovou medaili.

### Přehled
Kluby: celkem 15 ligových sezón a 1 medailové umístění: 3. místo (1971)
- 1959-1970 Jiskra Kyjov: 5. místo (1964), 6. místo (1966), 7× 7. místo (1961–1963, 1965, 1967–1969), 8. místo (1960), 10. místo (1970)
- 1970/1971 KPS Brno: 3. místo (1971)
- 1971–1974 NH Ostrava: 6. místo (1972), 7. místo 1973, 11. místo (1974)
- od zavedení evidence podrobných statistik ligových zápasů (v sezóně 1961/62) zaznamenala celkem 6 580 ligových bodů.

Československo: 1961–1969 celkem 270 mezistátních zápasů, z toho na MS a ME celkem 711 bodů v 69 zápasech
- Mistrovství světa: 1964 Lima, Peru (99 bodů /9 zápasů), 1967 Praha (55 /6), 1971 Sao Paolo, Brazílie (111 /8), na MS celkem 265 bodů ve 23 zápasech
- Mistrovství Evropy: 1960 Sofia (55 /7), 1962 Mulhouse, Francie (54 /6), 1964 Budapešť (38 /6), 1966 Rumunsko (74 /6), 1968 Messina, Itálie (78 /7), 1970 Rotterdam, Holandsko (97 /6), 1972 Varna, Bulharsko (50 /8), na ME celkem 446 bodů ve 46 zápasech

Úspěchy:
- Mistrovství světa v basketbalu žen: 2× 2. místo (1964, 1971), 3. místo (1967)
- Mistrovství Evropy v basketbale žen: 2× 2. místo (1962, 1966), 3× 3. místo (1960, 1964, 1972)
- Titul zasloužilá mistryně sportu